# 雪兰莪TV
雪兰莪TV，又称雪兰莪电视、雪州电视，是马来西亚雪兰莪州政府拥有的网络媒体，由Communication Corporation公司管理，于2008年开始运营。雪兰莪TV是在第14届雪兰莪州务大臣接替，人民公正党议员卡立依布拉欣取代莫哈末基尔多约的州务大臣职位后，由州政府成立。

## 成立背景
雪兰莪TV是由雪兰莪州政府设立的网络新闻电视台，旨在打破主流媒体的遏制，直接将州政府资讯传送给民间。其节目包括直播州议会辩论，以及播放州政府新闻短片。
自民联在2008年执掌雪兰莪州政府后，由国阵政府领导的联邦政府不允许民联使用雪州电台（Radio Selangor）传递有关雪兰莪州政府的信息或新闻。虽然雪兰莪TV是由马来西亚广播电台（RTM）控制，但该电台隶属联邦政府新闻部管理。时任雪兰莪州务大臣卡立依布拉欣在2008年的州议会上批评RTM，指对方不允许雪兰莪政府使用这个电台，那么对方也不应该使用“雪兰莪”这个名字。
2010年7月，为了反击国阵的宣传攻势，以及主流媒体对雪兰莪政府的偏袒报道。州务大臣卡立宣布将在明年拨出1500万令吉，加强州政府的对外宣传能力。

## 总部
雪兰莪TV位于雪兰莪州莎阿南的蘇丹沙拉胡丁阿都阿茲沙大廈的州政府办公室，由雪兰莪州Menteri Besar办公室运营。 

## 频道
雪兰莪TV是雪兰莪州政府全资拥有的电视台。但是由于该频道未获得联邦政府的地面广播或卫星电视的许可，因此雪兰莪TV目前仅可在Selangorku网站和YouTube上观看。
雪兰莪TV以马来语为主要媒介，并有脱口秀、短剧、宗教演讲、卡通、新闻等多种节目，每天广播24小时。